# هزارتو (فیلم ۲۰۱۶)
هزارتو (به هندی: Chakravyuha) فیلمی محصول سال ۲۰۱۶ و به کارگردانی ام. ساراوانان است. در این فیلم بازیگرانی همچون پونیت راجکومار، راچیتا رام، آرون ویجی ایفای نقش کرده‌اند.